# Schafe & Wölfe
Schafe & Wölfe ist ein deutsches Indie-Pop-Electronic-Musikprojekt, welches 2012 von Christian Hyla und Max Scharff in Lemgo gegründet wurde und bei Auftritten von Jonas Jordan und Valéry Heer unterstützt wird. Seit Scharff's Ausstieg 2015 ist Hyla einziges konstantes Mitglied.

## Geschichte
Kennengelernt haben sich Max Scharff und Christian Hyla beim Campusradio der Hochschule Ostwestfalen-Lippe. Der Name Schafe & Wölfe soll für die Gegensätze stehen, die laut eigener Aussage in der Musik zusammengebracht werden. Im April 2014 veröffentlichten Schafe & Wölfe ihre erste EP Große Augen für schlechte Aussichten, auf welcher sich ebenfalls Remixe von Captain Capa und den Bondage Fairies befinden. Nach Veröffentlichung der Single Alles ist am Leben folgten Auftritte bei Gute Zeiten, Schlechte Zeiten und dem Melt! Festival 2015 spielte das Duo mit Band ihre erste eigene Tournee durch Deutschland, Österreich und der Schweiz. Nach weiteren Festivalauftritten im selben Jahr verließ Max Scharff das Projekt einvernehmlich.
Die EPs Große Augen für schlechte Aussichten und Nachts wurden in Zusammenarbeit mit Norman Kolodziej produziert, welcher auch bei den weiteren von Christian Hyla selbst produzierten Veröffentlichungen Lebenswerk X, Lebenswerk und Mit Besten Grüßen (Single-Edit) als Co-Produzent und Mixer Beteiligt war. Gemastert wurde das Debütalbum Lebenswerk X von Sascha Busy Bühren (Curse, Maxim) im TrueBusyness-Studio in Berlin.

## Diskografie
- 2014: Alles ist am Leben (Single, Community Records)
- 2014: Große Augen für schlechte Aussichten (EP, Community Records)
- 2015: Nachts (EP, Selbstveröffentlichung)
- 2017: Lebenswerk X (LP, VelocitySounds Rec.)
- 2018: Lebenswerk (EP, Selbstveröffentlichung)
- 2018: Mit besten Grüßen - Single Edit (Single, Selbstveröffentlichung)